# Soeiro Aires de Valadares
Soeiro Aires de Valadares (1140 – ?) foi um fidalgo e Cavaleiro medieval do Reino de Portugal tendo detido o cargo de Tenente de Riba Minho em 1173. Surge documentado nos arquivos da Corte do rei D. Afonso I de Portugal entre os anos de 1169 e de 1179.

## Relações familiares
Foi filho de Aires Nunes de Valadares (1110 – ?) e de Ximena Nunes (1120 – ?) casou por duas vezes, a primeira com Elvira Nunes Velho (1140 – ?), filha  Nuno Soares Velho, de quem teve:
1. Paio Soares de Valadares (1160 – ?) casou com Elvira Vasques de Soverosa, filha de Vasco Fernandes de Soverosa e de Teresa Gonçalves de Sousa (1170 – ?). Paio é avô paterno de Gil Rodrigues de Valadares (São Frei Gil), através do seu filho Rui Pais de Valadares, sendo assim Soeiro bisavô do santo.
2. Lourenço Soares de Valadares, foi alferes-mor e mordomo-mor de Afonso IX, rei de Leão.
3. Rui Soares de Valadares, Foi tenente nas cidades de Gouveia e da Guarda.

O segundo casamento foi Maria Afonso de Leão (c. 1190 – ?), filha do Rei Afonso IX de Leão e de Teresa Gil de Soverosa (1170 – ?), filha de Gil Vasques de Soverosa (1150 – ?) e de Maria Aires de Fornelos (1180 – ?), de quem teve:
1. João Soares de Valadares, foi trovador.
2. Pedro Soares Sarraza (1210 – ?) casou com Elvira Nunes Maldonado.
3. Afonso Soares Sarraza (c. 1210 – ?) casou com Teresa de Aza.